# Cicindela wapleri
Cicindela wapleri este o specie de insecte coleoptere descrisă de Leconte în anul 1875. Cicindela wapleri face parte din genul Cicindela, familia Carabidae. Această specie nu are alte subspecii cunoscute.